# 천춘식
천춘식(千春植) 군번 8112421. 1949년 7월 해군 14기로 입대했으나, 새롭게 창설된 해병대로 편입하여 해병대 2기생으로 훈련을 받았다. 한국전쟁 당시 해병대 독립 제5대대 제22중대 3소대 분대장으로서 참전하여, 안동지구전투에서 공훈을 세우고, 1951년 4월 25일 북한 개풍군에서 전사하였다.

## 활동내용
당시 천춘식은 군사시설을 경계하고, 안동과 대구 간의 보급로를 확보하면서 지역 내에서 함부로 날뛰는 적을 격멸하라는 임무를 받았다. 이에 천춘식 3등병조가 소속되어 있는 제21중대(중대장 朴利稷 중위)는 대대장에게서 정하동에 진지를 구축하고 지정하는 지역을 정찰하면서 수시로 출동할 수 있는 준비를 갖추라는 명령을 받았다.

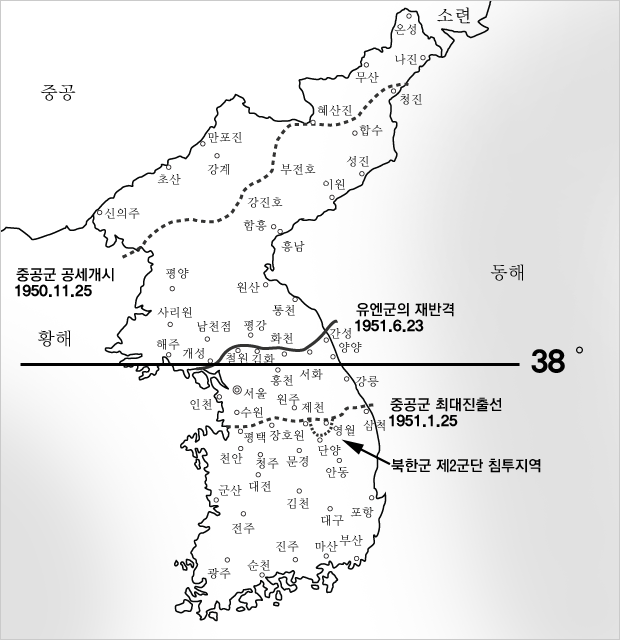
한국전쟁 전선, 2021.01.25

그리하여 이 중대는 다음 날인 1월 26일부터 소대 규모로서 안동시 임하면을 중심으로 적의 출몰 예상지역을 집중적으로 수색정찰하였으나 아무런 조우가 없었다.다음날 제23중대가 정찰중에 200명 규모의 적이 출몰했다는 정보를 입수한 대대장은, 제21중대와 화기중대의 1개 소대로 출동부대를 편성하고, 다음날인 29일 새벽에 출동시켰다.제21중대는 추목동에 도착한 직후, 적의 공격을 받았다. 40여 분에 걸친 교전 끝에 중대는 50여 명의 적을 사살하고, 270고지를 점령하고는 다음 날 정하동으로 복귀하였다.
2월 1일 10시 30분, 300명 규모의 적이 풍천면 광덕동에서 약탈을 자행하며 주둔해 있다는 첩보에 따라 그 지역으로 출동하였다.2월 2일 중대장은 2개 소대로 신계동과 정자동 일대를 정찰하기로 하고, 제3소대에게 7시 20분에 정자동을 수색정찰하라는 임무를 부여하였다. 3소대는 수색정찰 중에 적 1명을 생포하여 적 250명이 인근 야산에 집결해 있다는 정보를 입수하고, 적이 집결해 있는 야산을 포위하고 일제히 공격하였다.이 때 소대의 선두에서 1분대를 지휘한 천 3등병조는 경기관총의 지원사격을 받으면서 백병전을 벌였으며, 종횡무진 총검술을 발휘하여 적의 기선을 제압하고 격전을 벌인 끝에 적 사살 30명, 포로 11명의 전과를 거두었다.
1953년 12월 22일 3등급 충무무공훈장(忠武武功勳章)이 수여되었다.

### 임무지 중요성

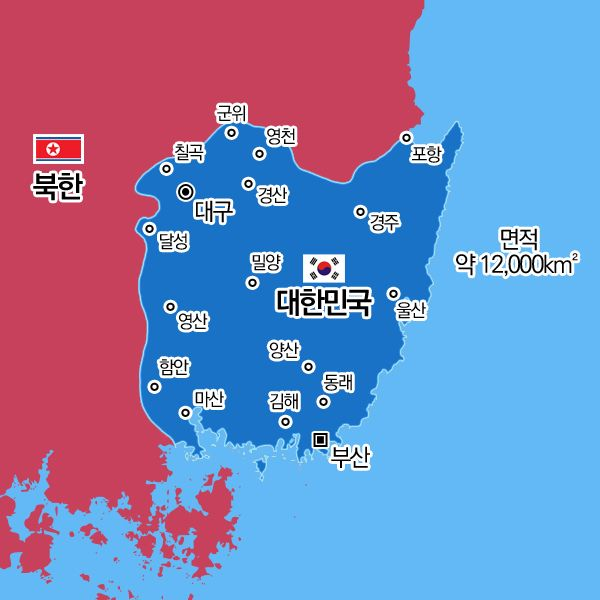
낙동강 전선

낙동선 방어선을 형성하기 전에 경상북도에 위기가 있었다. 특히 영천은 신령ㆍ구산동ㆍ입암으로 이어지는 도로 교차점이며 대구와 경주로 가는 도로망이 발달했고, 철도 중앙선ㆍ대구선ㆍ동해남부선의 분기점으로 대구와 34㎞, 경주와 28㎞의 거리에 위치하고 있다. 이곳이 돌파되면 대구와 경주가 적의 위협을 받게 되며 국군 1ㆍ2군단이 분리되는 동시에 동서 간의 보급로가 차단된다. 따라서 이곳은 낙동강 전선의 전략적 요충지였다. 따라서 영천전투의 승리는 6·25전쟁 초기 아군에게 불리한 전세를 극적으로 역전시켜 전쟁의 마지막 보루인 낙동강방어선에서 위기를 구한 구국의 일전이었다.
천춘식이 활동한 1~2월에는 다시 한국군이 서울 재탈환을 위해 분투하던 시기이다. 따라서 전쟁의 지속성을 위해 전에 점령당했던 안동과 대구와의 보급로를 잇는 것이 중요하였고 잔당들이 경북지역에 남아있기 때문에 고지를 점령하며 이를 정찰하며 경계하는 것이 필요했다.
게다가 안동은 1950년 7~8월경에 안동 전투라는 전투가 있었고 거기서 지휘체계 혼란으로 인해 안동이 함락되었고 안동교를 너무 빠르게 폭파하여 철수작전 또한 실패하게 되었다. 따라서 많은 사상자는 물론 300여명 이상의 장병이 포로로 잡히게 되었기 때문에 안동과의 동서간의 보급로의 거점인 대구를 잇는 것이 중요한 작전이라 볼 수 있다.

## 참고 문헌
- 한국민족문화대백과사전,천춘식(千春植), https://encykorea.aks.ac.kr/Article/E0056069, 11/07
- 『한국전쟁사』 6(국방부전사편찬위원회,1976)
- 『호국용사 100선』(이원복,1979)『호국의 별』 6(국방부,1982)
- 『호국용사 100선』(이원복,1979)『호국의 별』 6(국방부,1982)

## 같이 보기
- 김만술
- 박노규
- 조달진
- 이달의 호국 인물